# Rio Cozla
O Rio Cozla é um rio da Romênia, afluente do Danúbio, localizado no distrito de Caraş-Severin.